# 白薯天蛾
白薯天蛾（學名：Agrius convolvuli）是蝦殼天蛾屬下的一種大型蛾，常見於歐洲、非洲以及澳大利亞。

## 分佈及習性
白薯天蛾活躍于日出及黃昏時，有趨光性。其幼蟲以旋花屬（Convolvulus）植物為食，這也是其種加詞convolvuli的來由。而“白薯”天蛾則是取名自其嗜食番薯屬植物。其比身體更長的喙允許其可以吸食一些有漏斗狀花的植物的花蜜。

## 圖片

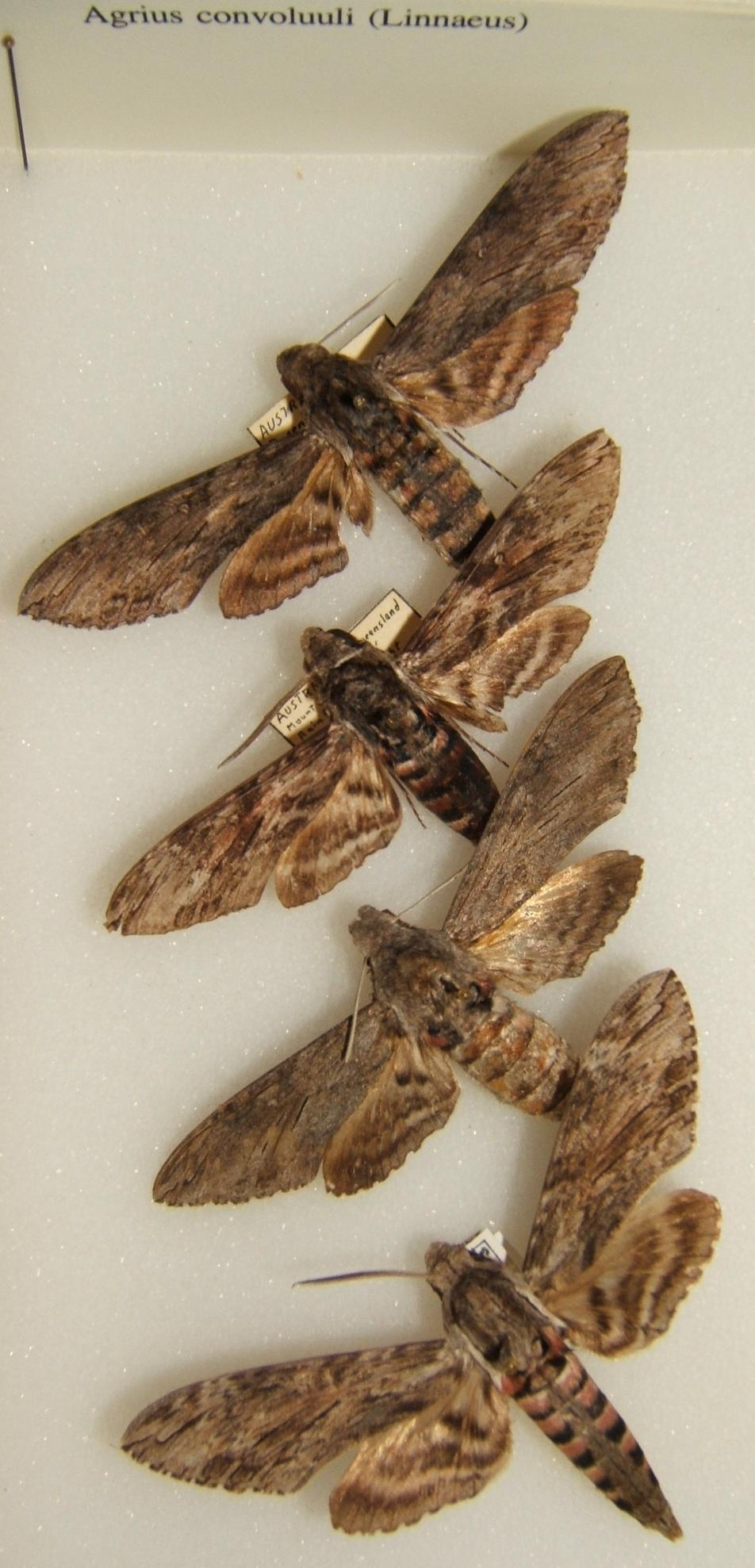
白薯天蛾的變種
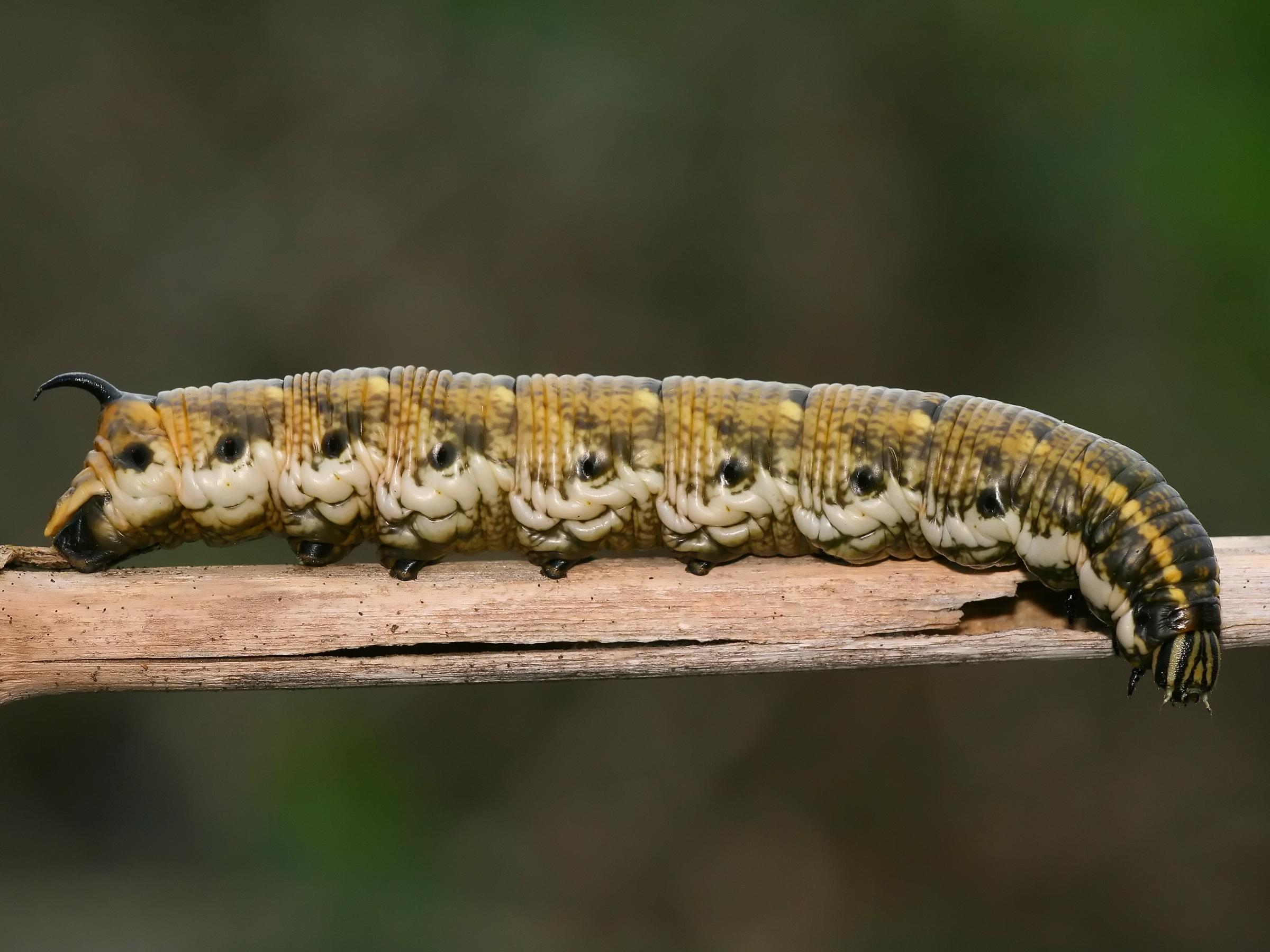
幼蟲
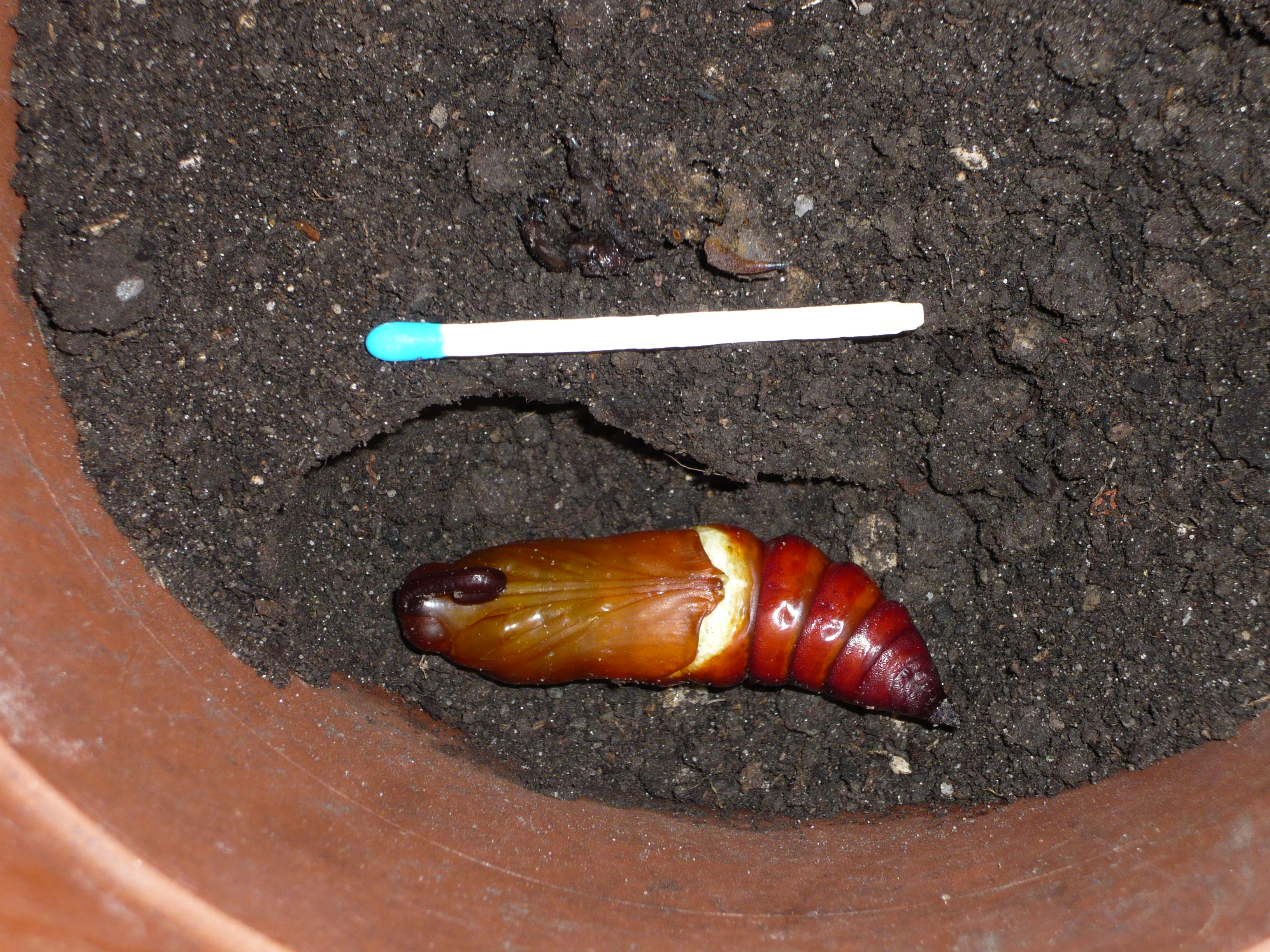
蛹